# 底生生物

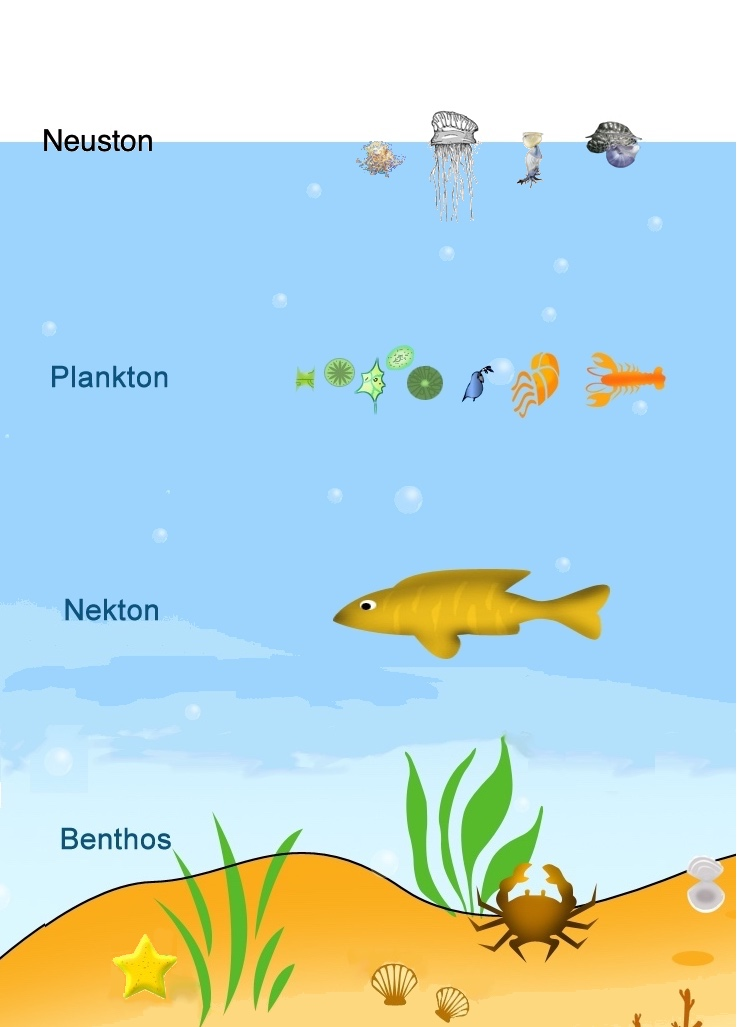
水生生物の生活型。上から水表生物(neuston)、浮遊生物 (plankton)、遊泳生物 (nekton)、底生生物(benthos)。

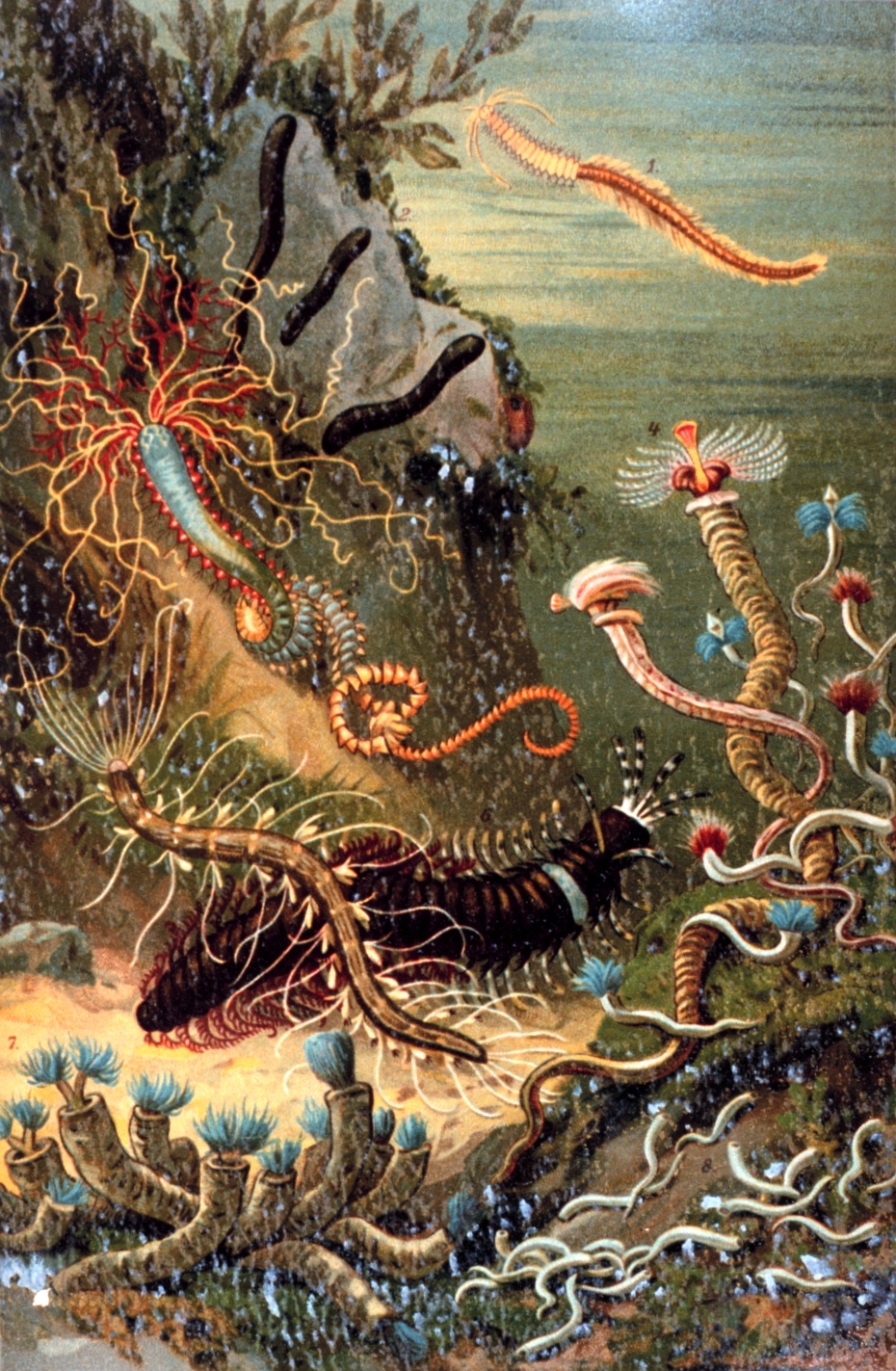
様々な底生生物
A variety of marine worms
Plate from Das Meer
by M. J. Schleiden (1804–1881)

底生生物（底棲生物、ていせいせいぶつ、英: benthos）は、水生生物の生活型の一つである。

## 概要
水域に生息する生物の中でも底質に生息する生物の総称である。この場合の底質とは水域の底に当たる岩石や砂地、泥地からコンクリートなどの人工建造物によって形成されている底及びそこに付着する海藻やサンゴのような固着生物などの生物も含む。したがって、底生生物は、水底の岩、砂、泥にすむもの、およびそこに生活するサンゴや海藻などにすむものをも含む。また、その表面を徘徊するもの、表面に固着するもの、表面から潜り込んで生活するものが含まれる。それらの表面から離れて生活するものは、ネクトンかプランクトンに分類されるが、実際にはその表面から余り離れずに生活するものもあり（ネクトベントス、プランクトベントスともいう。）、それらはベントスにまとめられることもある。基質中に潜り込んでいるものをエンドベントス（英語:Endobenthos）と言い、自ら穴を掘って潜るものを潜行性、基質粒子のすき間を利用するものを間隙性という。硬い基質に穴を開けて潜るものを穿孔性という。
日本において「底生生物」という語は「benthos」の訳語として用いられているが本来ベントスはネクトン (nekton)、プランクトン (plankton) に対応する生活型の分類の一つである。

## 体長による分類
底生生物は篩を通過するサイズによって更に以下の通りに分類される：
ミクロベントス (microbenthos)< 0.42 mm
メイオベントス (meiobenthos)0.42 ≦, < 0.5–1 mm
マクロベントス (macrobenthos)0.5–1 mm ≦

## 移動能力による分類
底生生物はその移動能力によって更に以下の通りに分類される。
付着生物 (sessile benthos)岩石などに付着している。
移動性生物 (mobile benthos)移動能力がある。

## 生息環境による分類
硬基質底
岩礁底、転石、砂利
堆積物底
砂礫、海砂、中粒砂、細砂、砂泥

## 有害物質のある生育環境における底生生物の生育
底生生物の生育と底質に含まれる重金属等の有害物質とは負の相関関係があること定性的には知られているが、定量的な把握のためのデータ収集が行われている。

## 底生生物の調査方法
底生生物の定量調査は絶対密度として表すのが一般的である。
コドラート法
方形枠（コドラート）を用いて移動能力が少ない生物を対象にして調査する方法。
コアサンプル法
アクリルパイプやコアサンプラーによって筒状の底質サンプル内に捕捉された生物を調査する方法。潮下帯から深海まで利用される他、シャベル等で掘りにくい深いところに棲む生物の捕捉にも用いられる。
トロール網、かご網、ドレッジ
絶対密度が低い場合、移動性が高い場合に用いられる。
ヤビーポンプ
自転車ポンプに似ている形状のは具の一種。筒の中を陰圧にし円筒状のは具を素早く嵌入させる。短時間にシャベル等で掘りにくい深いところに到達でき、そこに棲む生物の捕捉にも用いられる。

## 底生生物の役割
二枚貝類は水中のプランクトンや有機懸濁物を餌とすることで水質浄化を、ゴカイ類などは底泥を食べて排泄したり、動くことで底泥に穴を開けて水の交換を促したり、分解者としての役割を果たしている。また、魚の餌として食物連鎖の下位にあるものが多い。